# Sincelo

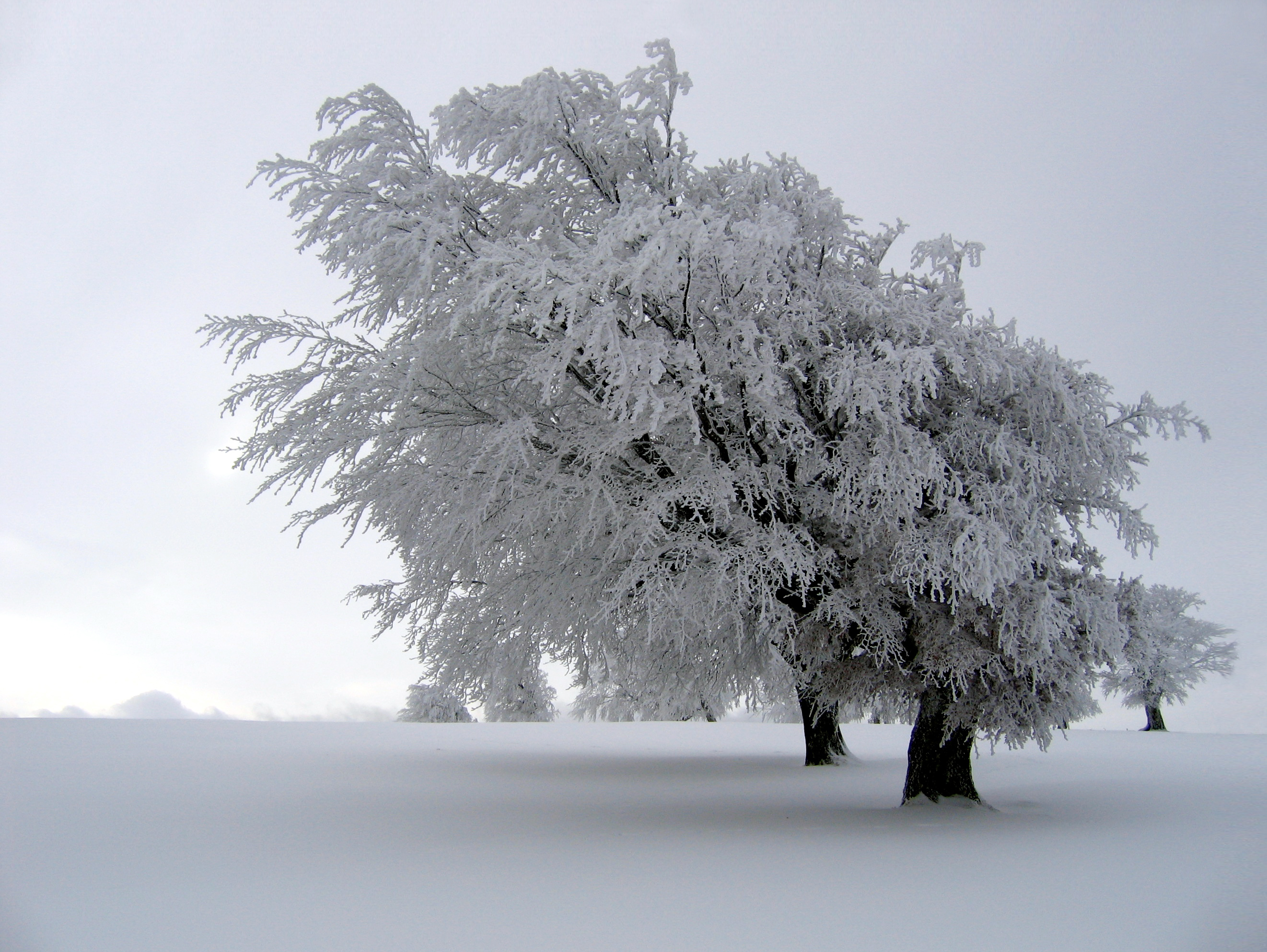
Sincelo na Floresta Negra, Alemanha.

Sincelo é um fenómeno meteorológico que acontece em situações de nevoeiro aliado a uma temperatura de -2 °C a -8 °C e resulta do congelamento das gotas de água em suspensão quando estas entram em contato com a superfície. Quando sob um nevoeiro muito denso, pode produzir o mesmo efeito que uma nevada e ocorrer a precipitação de cristais de gelo em pleno nevoeiro, sem haver nuvens no céu. Não deve ser confundido com geada.

## No Brasil
No Brasil a ocorrência do sincelo é rara (2 a 3 dias em média, anualmente), sendo observado nos estados de Santa Catarina, Rio Grande do Sul e no Paraná,  principalmente em áreas montanhosas dos municípios de Urupema, Urubici, Bom Jardim da Serra, Bom Retiro, São Joaquim, Rio Rufino, Painel, Bocaina do Sul, e Alfredo Wagner. Também foi observado no Pico do Paraná (Antonina-Campina Grande do Sul) e cumes circundantes desde em torno de 1800 m na década de 2000 e também no Morro Aracatuba em 2013, na região de divisa PR/SC (Quiriri), sendo esse morro em Tijucas do Sul, ponto culminante da serra com altitude em torno de 1670 m.

## Em Portugal
Em Portugal o fenómeno ocorre alguns dias por ano com relativa regularidade nalguns invernos, embora não todos, no interior-norte do país, sobretudo na Beira Alta e em Trás-os-Montes onde o nevoeiro em noites de fortes inversões térmicas persiste com temperaturas negativas.